# Imposto proporcional
Um imposto proporcional é um imposto aplicado de forma que a alíquota seja fixa, sem alteração conforme o valor da base tributável aumente ou diminua. O valor do imposto é proporcional ao valor sujeito à tributação. "Proporcional" descreve um efeito de distribuição sobre a renda ou a despesa, referindo-se à maneira como a alíquota permanece consistente (não progride de "baixa para alta" ou de "alta para baixa" conforme a renda ou o consumo muda), em que a alíquota marginal é igual à alíquota média.
Pode ser aplicado a impostos individuais ou a um sistema tributário como um todo; um ano, vários anos ou a vida toda. Os impostos proporcionais mantêm a incidência tributária igual independentemente da capacidade de pagamento e não transferem a incidência desproporcionalmente para aqueles com maior ou menor bem-estar econômico.
Embora um imposto proporcional seja às vezes chamado de imposto fixo, os impostos fixos são, na verdade, apenas um tipo de imposto proporcional que oferece deduções específicas. Portanto, eles se enquadram na mesma categoria dos impostos proporcionais. Os impostos fixos são definidos como a cobrança de uma fração fixa da renda tributável. Um imposto fixo é um imposto com uma única alíquota sobre o valor tributável, após a contabilização de quaisquer deduções ou isenções da base tributária. Não é necessariamente um imposto totalmente proporcional. Eles geralmente isentam de tributação a renda familiar abaixo de um nível determinado por lei, que é uma função do tipo e do tamanho da família. Como resultado, essa alíquota marginal fixa é consistente com uma alíquota tributária média progressiva.
Um imposto progressivo é um imposto em que a alíquota aumenta à medida que o valor da base tributável aumenta. O termo "progressivo" descreve um efeito de distribuição sobre a renda ou despesa, referindo-se à forma como a alíquota progride de baixa para alta, em que a alíquota média é menor do que a alíquota marginal. O oposto de um imposto progressivo é um imposto regressivo, em que a alíquota diminui à medida que o valor sujeito à tributação aumenta. Como há uma relação inversa entre a alíquota do imposto e a capacidade de pagamento do contribuinte, conforme determinado pelos ativos, consumo ou renda, os impostos regressivos impõem uma carga maior (em relação aos recursos) aos pobres do que aos ricos em termos de renda e riqueza individuais.
A Declaração Francesa dos Direitos do Homem e do Cidadão de 1789 proclama:
Uma contribuição comum é essencial para a manutenção das forças públicas e para o custo da administração. Ela deve ser distribuída equitativamente entre todos os cidadãos, na proporção de suas posses.

## Argumentos a favor e contra
Os defensores de um sistema fiscal proporcional afirmam que, uma vez que não existe qualquer penalização fiscal associada a salários mais elevados, as pessoas são incentivadas a ganhar mais. Não existe a preocupação de passar para uma faixa de imposto mais elevado quando o rendimento aumenta, porque a taxa de imposto permanece a mesma. Isto estimula o investimento e a produção, o que favorece o crescimento econômico e a simplicidade.
Por outro lado, nem todo o mundo apoia os impostos proporcionais. Segundo os críticos, os trabalhadores com baixos salários são afetados de forma desproporcionada, uma vez que acabam pagando uma maior percentagem do seu rendimento em impostos. Defendem que um sistema fiscal progressivo é uma solução mais equitativa, em que os indivíduos com rendimentos mais elevados pagam uma maior percentagem de impostos. O fato dos impostos fixos poderem agravar a desigualdade de rendimentos é uma das suas principais objeções. Algumas nações que utilizam a tributação proporcional para resolver este problema fazem-no através da introdução de deduções e isenções para as pessoas com baixos rendimentos, tornando assim o sistema menos regressivo.
As taxas de imposto progressivas ou a tributação marginal, que é mais comum em todo o mundo, é uma estrutura fiscal em vigor nos países desenvolvidos, em que as pessoas com rendimentos mais baixos pagam uma parte menor dos impostos.

## Taxas proporcionais
Os impostos proporcionais sobre o consumo são considerados por alguns como regressivos; ou seja, as pessoas com baixos rendimentos tendem a gastar uma maior percentagem do seu rendimento em vendas tributáveis (utilizando um período de tempo transversal) do que as pessoas com rendimentos mais elevados. Um imposto regressivo é quando a taxa média de imposto é mais baixa, com um rendimento mais elevado. Assim, o rendimento e a taxa média de imposto têm uma relação inversa. No entanto, este cálculo é efetuado quando o imposto pago é dividido não pela base tributável (o montante gasto) mas pelo rendimento, o que cria uma relação arbitrária. A própria taxa do imposto sobre o rendimento é proporcional, sendo que as pessoas com rendimentos mais elevados pagam mais impostos, mas à mesma alíquota.
Se um imposto sobre o consumo deve estar relacionado com o rendimento, o rendimento não gasto pode ser tratado como imposto diferido (gastando as poupanças num momento posterior), altura em que é tributado criando uma taxa proporcional utilizando uma base de rendimento.

## Exemplos
Os impostos proporcionais são um dos vários tipos de impostos que os governos podem utilizar para gerar receitas. Mas estes exemplos também podem ser considerados regressivos ou progressivos em diferentes países. Muitas vezes, isentam de impostos artigos ou indivíduos para aliviar a carga sobre os pobres.

### Imposto de renda
Onze estados dos Estados Unidos impõem um imposto proporcional à taxa de rendimento (também designado por imposto fixo) para as pessoas singulares. Estes estados são, a partir de 2023: Arizona, Colorado, Idaho, Illinois, Indiana, Kentucky, Michigan, Mississippi, Carolina do Norte, Pensilvânia e Utah
Imposto fixo da Estônia - A Estônia aplica uma alíquota de imposto proporcional sobre o rendimento das pessoas singulares, das empresas e do consumo. Este sistema atraiu a atenção internacional pela sua simplicidade. As pessoas singulares pagam uma alíquota fixa de 20% sobre os seus rendimentos, que incluem salários, lucros empresariais e mais-valias. Além disso, a Estônia aplica um imposto sobre o valor acrescentado (IVA) de 20% à maioria dos bens e serviços.
A Groenlândia é um dos países com impostos fixos, com uma das taxas mais elevadas do mundo (45%). No entanto, a Groenlândia é deficiente em muitos serviços sociais quando comparada com muitos países desenvolvidos. A Mongólia, o Cazaquistão (10%), a Bolívia (13%), bem como outros países, têm taxas de imposto fixas comparáveis.

### Imposto sobre vendas
Os impostos convencionais ou sobre as vendas a retalho são cobrados apenas ao utilizador final de um bem ou serviço. Uma vez que todos os clientes pagam a mesma alíquota fixa de imposto sobre as vendas, independentemente do seu rendimento, o imposto é considerado proporcional. A taxa do imposto sobre as vendas é aplicada tanto aos bens como aos serviços; o rendimento do comprador não é tido em consideração. A maioria dos países do mundo tem impostos sobre as vendas a todos ou a vários níveis da administração nacional, estatal, distrital ou municipal. No entanto, os impostos sobre o consumo, como o imposto sobre as vendas, podem muitas vezes excluir artigos ou oferecer descontos, num esforço para criar justiça social. Em muitos locais, os artigos "necessários", como os alimentos não preparados, o vestuário ou os medicamentos sujeitos a receita médica, estão isentos do imposto sobre as vendas para aliviar os encargos dos pobres.

### Imposto profissional
Um imposto profissional é uma forma de imposto sobre consumo específico que incide sobre pessoas ou entidades empresariais que exercem uma profissão, comércio ou negócio. Algumas jurisdições classificam os impostos profissionais e de ocupação de acordo com os setores, como o comércio por grosso, os serviços, o comércio a retalho ou a indústria manufatureira. Dentro de cada sector, a taxa de imposto é a mesma. No entanto, pode variar entre classes. Os impostos profissionais mantêm uma taxa consistente para todos os que exercem uma determinada atividade ou indústria, pelo que são considerados proporcionais.

### Imposto sobre propriedade
Num sistema de imposto sobre propriedade, os impostos são aplicados proporcionalmente ao valor monetário de cada propriedade, que é determinado pelo governo através de uma avaliação ou de outros meios, pelo que o imposto sobre a propriedade pode ser considerado um imposto proporcional em alguns casos. No entanto, as alíquotas do imposto sobre propriedade podem variar significativamente nos países, em função de fatores como a localização do imóvel, o seu valor e a regulamentação local. É por isso que os impostos sobre a propriedade são frequentemente considerados regressivos - retiram uma maior percentagem do rendimento das pessoas com baixos rendimentos.

### Exemplos históricos

#### Antigo Egito
Os faraós estabeleceram um sistema fiscal que exemplificava a tributação proporcional. Os indivíduos contribuíam com uma percentagem do seu rendimento para o governo. Estes impostos eram cobrados sob a forma de colheitas e gado, que serviam como recursos essenciais para alimentar o exército e financiar projetos de infraestruturas públicas. Esta prática histórica reflete um primeiro exemplo de tributação proporcional.

#### Império Romano
A tributação na Roma antiga demonstrava um imposto proporcional, em que os cidadãos eram obrigados a contribuir com 10% do seu rendimento para o governo. O dízimo era um elemento significativo deste sistema, sendo recolhido para financiar atividades essenciais, incluindo a manutenção do exército e o apoio a projetos de infraestruturas públicas como estradas, aquedutos e edifícios públicos.